# تایسو
تایسو (انگلیسی: Tysoe) محله مدنی در واریک‌شر انگلستان است. این قصبه در مرز آکسفوردشر قرار دارد و بر طبق سرشماری سال ۲۰۱۱ جمعیت محله حدود ۱۱۴۳ نفر می‌باشد.